# Ṅ
N con punto superior (Ṅ, minúscula ṅ) es una letra del alfabeto latino extendido formada por una N con la adición de un punto por encima.
La letra se usa en el idioma venda y en el emiliano-romañol para la velar nasal sonora /ŋ/, correspondiente a la pronunciación del dígrafo inglés "ng" en posición final.
Además, la letra se utiliza en algunos sistemas de transliteración de idiomas del sur de Asia. Esta letra se usa en el Alfabeto Internacional de Transliteración Sánscrita para el sonido "ng" correspondiente a las letras índicas ङ / ঙ / ਙ / ઙ / ଙ / ங / ఙ / ಙ / ങ / ඞ. También se utiliza en la transliteración ISO 9 de la letra cirílica Ҥ.

## Uso

### Emiliano-Romañol
Ṅ se usa en emiliano para representar [ŋ], por ejemplo, faréṅna [faˈreŋːna] "harina".
En romañol la letra tiene el mismo valor, pero su uso se limita al ámbito de la lingüística.

## Unicode
| Carácter      | Ṅ                                     | Ṅ                                     | ṅ                                   | ṅ                                   |
| ------------- | ------------------------------------- | ------------------------------------- | ----------------------------------- | ----------------------------------- |
| Unicode       | LATIN CAPITAL LETTER N WITH DOT ABOVE | LATIN CAPITAL LETTER N WITH DOT ABOVE | LATIN SMALL LETTER N WITH DOT ABOVE | LATIN SMALL LETTER N WITH DOT ABOVE |
| Codificación  | decimal                               | hex                                   | decimal                             | hex                                 |
| Unicode       | 7748                                  | U+1E44                                | 7749                                | U+1E45                              |
| UTF-8         | 225 185 132                           | E1 B9 84                              | 225 185 133                         | E1 B9 85                            |
| Ref. numérica | &#7748;                               | &#x1E44;                              | &#7749;                             | &#x1E45;                            |

En Unicode  Ṅ aparece en los puntos de código U + 1E44 (mayúsculas) y U + 1E45 (minúsculas).
En TeX se puede escribir Ṅ con los comandos \. N o \.n.